# Onna (Okinawa)
Onna (jap. 恩納村 Onna-son) – wieś w Japonii, w prefekturze Okinawa, na wyspie Okinawa. Według danych na rok 2020 miejscowość zamieszkiwało 10 869 mieszkańców , a gęstość zaludnienia wyniosła 213,8 os./km².